# Crambus archimedes
Crambus archimedes là một loài bướm đêm trong họ Crambidae.